# Scuderia Alfa Classico
De Scuderia Alfa Classico is een Duits racekampioenschap. Het is de Duitse vorm van de Alfa Squadra Italia. Alle modellen van Alfa Romeo die voor 1984 gebouwd zijn zijn toegestaan. De raceklasse is in drie divisies verdeeld: beginners, classics en gemodificeerde classics. Er doen momenteel 30 coureurs mee.

## Divisies
| Klasse | Divisie       | Motorinhoud |
| ------ | ------------- | ----------- |
| 2      | Beginner      | tot 2500cc  |
| 3      | Classics      | tot 1300cc  |
| 4      | Classics      | tot 1600cc  |
| 5      | Classics      | tot 2000cc  |
| 6      | Gemodificeerd | tot 1600cc  |
| 7      | Gemodificeerd | tot 2000cc  |
| 8      | Gemodificeerd | tot 3000cc  |
| 9      | Gemodificeerd | tot 3500cc  |